# Battaglia di Chettos
La battaglia di Chettos fu combattuta nel 559 tra l'esercito bizantino di Belisario contro i Kutriguri di Zabergan che avevano invaso la Tracia.

## Antefatti
Nel 558 l'Impero venne messo in grave pericolo da un'invasione di Unni Kutriguri, comandati dal loro condottiero Zabergan; essi invasero la Scizia e la Mesia ed entrarono in Tracia. In Tracia Zabergan divise il suo esercito in tre parti: uno invase Cherson (con l'intenzione di impadronirsene e poter così raggiungere l'Asia via mare e saccheggiare la dogana di Abido), un altro la Grecia e il terzo, di settemila uomini comandati da Zabergan stesso, si diresse verso Costantinopoli. I motivi dell'invasione, secondo Agazia, sarebbero dovuti all'intenzione di Zabergan di persuadere Giustiniano I a pagargli un tributo, come l'Augusto già faceva con gli Utiguri.
Durante il cammino verso la capitale, i Kutriguri saccheggiarono vari luoghi, violando le vergini e umiliandole, e riuscendo persino a oltrepassare le Lunghe Mura, ormai rese vulnerabili dal tempo e dalla trascuratezza. L'invasione generò il panico nella capitale bizantina, poiché essendo poche le truppe in difesa della Tracia i Bizantini sembravano non avere forze sufficienti per opporsi all'invasione. Giustiniano affidò al generale Belisario il compito di sventare la minaccia.

## Battaglia
Giustiniano affidò a Belisario il comando delle guardie imperiali, per difendere la capitale dai barbari; il generale bizantino raccolse un esercito formato da soli 300 veterani e rimpolpato da nuove leve senza alcuna esperienza di guerra; molti contadini avevano deciso infatti di arruolarsi nell'esercito di Belisario per ottenere la loro vendetta sui Barbari, che avevano devastato i loro campi. L'esercito bizantino si accampò quindi a Chettus in Tracia; quando il nemico scoprì che l'esercito di Belisario era poco numeroso, 2 000 cavalieri barbari assalirono l'esercito bizantino per annientarlo, ma Belisario, venuto a conoscenza dalle sue spie dell'arrivo del nemico, tese una trappola ai Kutriguri, piazzando 200 peltasti e lanciatori di giavellotto nei boschi ai lati della pianura; i barbari, per difendersi dalle lance e dai giavellotti, dovettero chiudersi, rendendo la loro superiorità numerica inutile data la loro impossibilità di dispiegarsi.  Belisario, infine, fece provocare ad alcuni suoi uomini dei rumori assordanti con travi di legno ed ordinò loro di gridare, in modo da dare al nemico l'impressione che l'esercito bizantino fosse immenso e che stessero per essere circondati; le nuvole di polvere, inoltre, nascondevano la situazione reale, e i barbari si diedero alla fuga, riattraversando di nuovo il Danubio. 400 di loro morirono nel corso della battaglia mentre i Bizantini non subirono perdite. Fu l'ultima grande vittoria del generale, che riuscì ancora una volta a servire bene l'Impero.

## Conseguenze
Belisario avrebbe potuto inseguire i nemici e ottenere una vittoria ancora più grande se Giustiniano I non l'avesse richiamato nella capitale. Infatti, non appena la notizia del trionfo di Belisario raggiunse la capitale, i suoi cittadini esaltarono il generale delle assemblee suscitando l'invidia di molti burocrati e di Giustiniano stesso. L'imperatore, ritenendo quindi che il favore popolare avesse corrotto Belisario e che mirasse ad altri obiettivi, lo richiamò in modo che non potesse ottenere un trionfo ancora più completo. Belisario non ottenne nessuna ricompensa per la sua vittoria.
Nel frattempo i Kutriguri che invasero il Chersoneso vennero respinti da Germano. Essi allora costruirono non meno di 150 zattere sulle quali salirono all'incirca 600 uomini e con esse volevano aggirare le mura e approdare nelle zone interne del Chersoneso. Informato del loro piano, Germano preparò una piccola flotta, la nascose in un luogo che non poteva essere visto da lontano, e quando le zattere di canna dei Barbari si avvicinarono alla costa, ordinò agli uomini sulle barche ben fatte di andare loro incontro, e sconfiggerli; essendo le zattere dei Kutriguri rudimentali e fragili mentre le imbarcazioni bizantine ben più resistenti, i Bizantini ottennero una facile vittoria, mettendo fine all'invasione kutrigura nel Chersoneso.
Zabergan decise quindi di attraversare di nuovo il Danubio non prima di aver ricevuto molti soldi dall'Imperatore per il riscatto dei prigionieri. Giustiniano decise in seguito di mettere zizzania tra Kutriguri e Utiguri; scrisse infatti al re degli Utiguri, a cui pagava un tributo, informandolo che i Kutriguri, invadendo la Tracia, avevano depredato i soldi destinati al pagamento degli Utiguri, e istigandolo a aggredire i Kutriguri, rei di un tale affronto. In questo modo due nemici dell'Impero vennero messi uno contro l'altro, indebolendoli; in questo modo non furono più una minaccia per l'Impero.